# Ratt (band)
Ratt is een Amerikaanse Heavy metal band, die in de jaren 1980 tijdens de hoogdagen van glam metal en thrashmetal veel succes oogstte. De band stond samen met andere grote glam metal-bands zoals Quiet Riot,  Kix, Mötley Crüe en Dokken aan de wieg van een hele beweging ‘glamour’ geklede hard rock bands, die het agressieve en rebelse van hun muziek zouden combineren met meezingrefreinen, vele gitaarsolo’s en heavymetal producties. Ze wisten in de jaren '80 de harten van Amerikaanse tieners te veroveren, maar vielen begin jaren '90 uit elkaar ten gevolge van overmatig alcoholgebruik en meningsverschillen binnen de groep. Vandaag treden ze echter weer op en brachten in 2010 zelfs opnieuw een album uit.

## Geschiedenis

### Begindagen
De wortels van de band gaan terug tot 1976, toen zanger Stephen Pearcy in het Amerikaanse Californië de band ‘Micky Ratt’ oprichtte. De band bracht hardrockmuziek die zowel invloeden uit glamrock als uit heavy metal had. Diverse demo-opnamen werden gemaakt en tijdens optredens werd Stephen Pearcy enthousiast onthaald, maar de bezetting van zijn band bleek evenwel heel erg onstabiel, met veel muzikanten die kwamen en weer vertrokken. Zo speelde ook gitarist Jake E. Lee (die later in de jaren 80 gitarist in de band van Ozzy Osbourne zou worden) korte tijd in de band.
Pas toen gitarist Robbin Crosby zich in 1981 bij de band aansloot, bracht hij met zijn bijdrage aan het creatief schrijfproces, de carrière van de band in een stroomversnelling. De naam werd ingekort tot ‘RATT’ en met het aantrekken van drummer Bobby Blotzer, bassist Juan Croucier (ex-Dokken) en tweede gitarist Warren Demartini (op dat moment een 18-jarige universiteitsstudent) werd de bezetting gevormd waarmee de band gedurende de hele jaren 80 een van de grootste glam metal-bands van Amerika zou worden.

### Ratt EP (1983)
De band trad in de vroege jaren 1980 vooral op in de diverse hard rock en heavy metal clubs die Los Angeles had. Met een kledingstijl sterk beïnvloed door glamrockbands als de New York Dolls wilde de band naast de typische mannelijke fans van hard rock en heavy metal, vooral ook vrouwen aantrekken. Ze noemden daarom hun muziek ‘Fashion Metal’ en hun optredens werden al snel even beroemd of berucht om de wilde afterparty’s met veel groupies, als om hun sterke podiumoptredens met vuurwerk en veel interactie met het publiek. 
Creatief bleef de band echter ook niet stil zitten, met veel sterke nummers en sterk gitaarwerk dat uiteindelijk resulteerde in een ep, genaamd naar de band. Op deze ep waren de gitaarbijdragen van Robbin Crosby meer dominant aanwezig, dan op eender welke latere plaat van Ratt ook. Het nummer ‘You think you’re tough’ werd de eerste grote hit van de band. Op de cover verschenen, typerend voor het ‘fashion metal’ imago van de band, Tawny Kitaen (de toenmalige vriendin van Robbin Crosby) haar benen, met visnetkousen en rode naaldhakken aan, aangevallen door vijf ratten (een voor elk bandlid).

### Out of the cellar (1984)
Na de ep kreeg de band een contract bij Atlantic Records. Op dat ogenblik was glam metal niet meer uit de hitlijsten weg te slaan, en de keuze van Atlantic Records om op Ratt in te zetten zou zich al snel blijken te lonen. 
Het album Out of the cellar bood naast Robbin Crosby zijn bijdrage nu ook meer ruimte voor bijdragen van de tweede gitarist, Warren Demartini, zodat de muziek van Ratt rond een volwaardig gitaartandem draaide; hier is niet langer sprake van een leidende en een ritme gitaar, maar hebben beide gitaren afwisselend of simultaan de leidende rol. Deze sound was heel typerend voor Ratt en combineerde de Staccato stijl van Robbin Crosby (gelijkaardig met de gitaarstijl van Judas Priest) met de Legato stijl (zoals de gitaren van bands als Aerosmith) van Warren Demartini.
De eindproductie kwam in handen van Beau Hill, die toen al heel wat ervaring met hard rock en heavy metal had en zorgde voor een klank waarin de hoge gitaarklanken in harmonie tot Stephen Pearcy zijn zang kwam te staan, en de drumms en bass vooral een ‘opvullende’ rol in de muziek kregen. Dit klonk heel fraai zo, maar sommige fans van de ep vonden wel dat zo de ruwe, diepe klank van de ep wat was opgeofferd.  De nummers waren evenwel heel sterk en naast Crosby en Pearcy, schreef ook Croucier grote delen van het album mee, wat evenwel geregeld voor meningsverschillen tussen hem en Stephen Pearcy zorgde. 
De nummers Round & round, Wanted man en Back for more werden – samen met een videoclip voor You think you’re tough om een nieuwe oplage van de ep te ondersteunen - als single uitgebracht en werden allen spontaan grote MTV-hits. De Round & round-video werd heel bekend omwille van de bijdrage van komiek Milton Berle en de komische opzet: Ratt die op de zolder van een herenhuis ‘repeteert’ terwijl er een heel formeel diner onder hen aan de gang is, waarna de dochter van een van de zakenlieden op zolder gaat kijken wat er aan de hand is, Warren Demartini door het verrotte plafond valt, op de eettafel terechtkomt en daar ongestoord een geweldige gitaarsolo afwerkt.
Ook de andere video's hadden een komische noot: Wanted man volgde de droom van Robbin Crosby dat hij met de band in een spaghettiwestern was terechtgekomen en Back for more toonde opnieuw Tawny Kitaen (ditmaal deftiger aangekleed, zonder netkousen en met bh, maar wel met een nog altijd ver opengeknoopte blouse) als meisje naast een jukebox, gevolg door het verhaal van een gefrustreerde miljonair die de bandleden achternagaan, nadat de leden van Ratt er met zijn meisje vandoor gingen. 
De video's droegen er uiteindelijk aan bij dat het album meervoudig platina haalde, waarop de band arenarocksterren werden, met uitverkochte stadions in zowel Amerika als Japan. Met Tawny Kitaen die zonder ondergoed in een doorkijk jurk over de grond kruipt, werd het seksuele hoesdesign van de ep op Out of the cellar bovendien voortgezet.

### Invasion of your privacy (1985) en Dancing undercover (1986)
Ratt wist met Invasion of your privacy het succes van Out of the cellar grotendeels te herhalen, zowel op vlak van afgeleverde kwaliteit, als in verkoopcijfers. Invasion of your privacy bevatte hetzelfde gitaarwerk en dezelfde productie als de voorganger met opnieuw twee singles (Lay it down en You're in love) die MTV-hits en ‘rock anthems’ zouden worden. Het grootste kritiekpunt van fans was misschien nog wel dat het seksuele gehalte van Pearcy zijn teksten op bepaalde nummers tegen het lachwekkende flirtten. Invasion of your privacy was overigens de laatste plaat van Ratt die nog eens een vrouw in seksuele pose op de hoes toonde. Ditmaal Playboymodel Marianne Gravette in wit ondergoed, terwijl ze zich in de slaapkamer aan het aan- of uitkleden is. Gravette dook overigens ook op in de muziekvideo van Lay it down. Deze plaat werd ondersteund met een grote wereldtour, waarbij het optreden op het Monsters of rock-festival in Donington, Engeland het hoogtepunt was.
Dancing undercover bracht verdeeldheid onder critici en fans. Volgens sommige was de plaat nog eens een vooruitgang tegenover de twee vorige platen, volgens anderen net een stap terug. In ieder geval toonde deze plaat voor het eerst een breekpunt in de rol van de gitaristen, met Robbin Crosby die langzaam in de schaduw van Warren Demartini kwam te staan. Pas jaren later zou duidelijk worden dat deze ommekeer het gevolg was van Crosby zijn steeds ernstiger wordend alcohol- en drugsprobleem, wat het voor hem steeds moeilijker maakte om zowel nieuw materiaal te blijven schrijven, als live op scherp te staan. De gitaren op het album stelden evenwel niet teleur. Zo behoren de riffs en solo’s van Body Talk, een van de singles, tot de krachtigste uit Ratts repertoire. Samen met de ruigere video's en het gebruik van zwart-witbandfotografie op de cover van het album, vormde dit het antwoord van de band op de vraag naar meer ruige heavymetalsterren, in plaats van het ‘vrouwenimago’ dat de band was begonnen te krijgen. De klank van de andere twee singles (Dance en Slip of the lip) maken evenwel duidelijk dat gekuiste hardrock met een diepe ‘blues’ de band beter ligt dan de ‘oerrocktoer’ die bands als Skid Row en Guns N' Roses op dat moment insloegen. Er volgde een toer waarbij het voorprogramma behoorlijk wat veranderde. Aanvankelijk was het Poison, die Ratt echter stilaan te veel begon te overschaduwen, vervolgens Queensrÿche, die op vlak thematiek echter weer veel te ver weg van Ratt haar publiek stond en uiteindelijk mocht ex-Kiss-gitarist Vinnie Vincent de tour met Ratt afwerken.

### Reach for the sky (1988) en Detonator (1990)
Hoewel zeker Reach for the sky nog erg goed verkocht, begonnen veel Rattfans van het eerste uur te merken dat de band stilaan over zijn hoogtepunt was. Robbin Crosby zijn bijdrage op de plaat was beperkt en hoewel Demartini zijn gitaarpartijen meer dan sterk waren, miste deze plaat in hoofdlijn samenhang en structuur. Bovendien werd een groot deel van de opname en productie van de plaat overschaduwd door de moeilijke samenwerking met nieuwe producer Mike Stone. Toen Atlantic Records uiteindelijk het eindresultaat van Mike Stone te horen kreeg, waren de managers zo ontzet over wat ze omschreven als ‘de klank van een lokale middelbareschoolbank, die net begint met repeteren voor het optreden op het schoolbal’ dat ze opslag oudgediende Beau Hill opnieuw inhuurden om de hele opname en productie over te doen. De nummers werden zo grotendeels gered, al blijft het gemis van een goede cohesiekracht binnen de band goed hoorbaar. De single I want a woman was opnieuw een typische Ratt hit steunende op de gekende combinatie, maar Way Cool Jr was – hoewel eveneens voorzien van een heel seksuele videoclip, met op het einde zelfs een groupie die naakt met alleen hoge hakken aan en een gitaar over haar schouder door het nachtelijke LA naar huis wandelt - een zeldzaam staaltje diepgang. Het nummer is niet alleen een van de fraaiste waar Warren Demartini aan heeft meegeschreven, maar ook het onderwerp van het nummer heeft meer om het lijf dan de doorsnee Rattplaat. Het nummer gaat namelijk over een aanbeden rockster (te vergelijken met Elvis Presley) die achter zijn façade van roem en eindeloos veel bezit worstelt met de ellende en ontbering die een drugsverslaving meebrengt. In navolging van latere berichten van de heroïneverslaving van gitarist Robbin Crosby, die uiteindelijk zelfs zijn leven zou kosten, werd door veel fans zelfs geopperd dat het nummer zou gaan over Robbin, die net als Elvis de bijnaam ‘King’ had. Dit is evenwel altijd door de bandleden ontkent.
Detonator was de eerste plaat die zonder productie van Bea Hill verscheen. Ditmaal was die in handen van Desmond Child, waar de meningen onder de fans verdeeld over zijn. De plaat zou onder een zwaar overgeproduceerde sound een slecht samenwerkende band die al lang niet meer in topvorm was moeten verbergen. Vooral Robbin Crosby zijn inbreng is opvallend hier opvallend afwezig en is zijn bijdrage aan het album beperkt tot het inspelen van enkele akkoorden die Demartini voor hem schreef. De singles Shame shame shame en Lovin' you 's a dirty job warden goed onthaald, maar verbleken naast de cultstatus die de Ratt singles van de eerdere albums verworven hebben. Detonator bevatte met Givin’ yourself away (wiens single en videoclip op het allerlaatst werden geannuleerd) ook de allereerste (en laatste) power ballade van de band, al is het veeleer een ingetogen gitaardeuntje, zonder al de piano en strijkkwartet poespas zoals zoveel andere power ballads uit die tijd.

### Nobody rides for free (1991) en split
De Detonator-tour draaide voor de band op een ramp uit. Enerzijds was er de opmars van Nirvana en andere grungebands, waardoor ooit overvol gevulde arena's steeds leger en leger liepen, en anderzijds waren er de drugs- en alcoholproblemen van Robbin Crosby die een nieuw dieptepunt vonden. Hij stond elk optreden zwaarder en zwaarder onder invloed en toen hij tijdens een optreden in Japan de verkeerde gitaar beet pakte en zonder het te merken met een volledig verkeerd afgestelde gitaar een solo speelde, was het duidelijk dat hij onmogelijk nog voort kon spelen met de band. Robbin Crosby werd haastig door Michael Schenker vervangen en zou nooit meer samen op een podium met de andere leden van Ratt optreden.
De allerlaatste single en videoclip van Ratt, Nobody Rides for free, gemaakt voor de soundtrack van de actiefilm Point Break, toonde een uit vier leden bestaande band, zonder make-up en in strand- en surfkleding gekleed. De tekst van het nummer was donker en had nog maar weinig van doen met de vreugdige fuifrock waar Ratt ooit miljoenen platen van had verkocht. Het tijdperk van glam metal was voorbij en Ratt viel niet veel later uit elkaar. Jarenlange ruzies en zelfs rechtszaken dreef de relatie tussen de leden tot nieuwe diepte punten. Pas in 2006 waren alle meningsverschillen genoeg bijgelegd om weer samen op te kunnen treden in de bijna originele bezetting uit de jaren 1980. Voor gitarist Robbin Crosby was het toen echter al te laat. Hij kreeg ten gevolge van een besmette naald eerst hiv en stierf uiteindelijk in 2002 ten gevolge van een overdosis. In de huidige Ratt line-up is hij definitief vervangen door Carlos Cavazo.

## Bandleden
Huidig:
- Stephen Pearcy – zang (1976–1992, 1996–2000, 2006–heden); guitar (1976–1981)
- Warren DeMartini – gitaar, achtergrondzang (1982–1992, 1996–heden)
- Bobby Blotzer – drums (1982–1992, 1996–present)
- Juan Croucier – basgitaar, achtergrondzang (1982–1992, 2012–heden)
- Carlos Cavazo – gitaar, achtergrondzang (2008–heden)

Voormalig:
- Chris Hager – gitaar, achtergrondzang (1976–1981)
- Matt Thorr – bas, achtergrondzang (1976–1980)
- Bob Marks – drums(1976–1980)
- John Turner – drums (1980)
- Seth Faver – drums (1980)
- Paul DeNisco – gitaar, achtergrondzang (1980)
- Tim Garcia – basgitaar, achtergrondzang (1981)
- Bob DeLellis – gitaar, achtergrondzang (1980)
- Dave De Ellis – gitaar, achtergrondzang (1981)
- Jake E. Lee – gitaar, achtergrondzang (1980–1981)
- Gene Hunter – basgitaar, achtergrondzang (1980–1981)
- Bob Eisenberg – drums (1981–1982)
- Dave Jellison – basgitaar, achtergrondzang (1981–1982)
- Mike New – bas, achtergrondzang (1982)
- Robbin Crosby – gitaar, achtergrondzang (1981–1991)
- Khurt Maier – drums(1981–1982)
- Marq Torien – gitaar, achtergrondzang (1982)
- Joey Cristofanilli – basgitaar, achtergrondzang (1982)
- Michael Schenker – gitaar, achtergrondzang (1991–1992)
- Jimmi Bleacher – zang, gitaar (1992)
- Rudy Sarzo – basgitaar, achtergrondzang  (1996)
- Robbie Crane – basgitaar, achtergrondzang  (1996–2012)
- Keri Kelli – gitaar, achtergrondzang (1999–2000)
- Robert Mason – zang (2000)
- John Corabi – gitaar, achtergrondzang (2000–2008)
- Jizzy Pearl – zang (2000–2006)